# Liste der Biografien/Monz
Liste der Biografien |
Portal Biografien |
Personensuche
# |
A |
B |
C |
D |
E |
F |
G |
H |
I |
J |
K |
L |
M |
N |
O |
P |
Q |
R |
S |
T |
U |
V |
W |
X |
Y |
Z |
?
 
Ma |
Mb |
Mc |
Md |
Me |
Mf |
Mg |
Mh |
Mi |
Mj |
Mk |
Ml |
Mm |
Mn |
Mo |
Mp |
Mq |
Mr |
Ms |
Mt |
Mu |
Mv |
Mw |
Mx |
My |
Mz
 
Moa |
Mob |
Moc |
Mod |
Moe |
Mof |
Mog |
Moh |
Moi |
Moj |
Mok |
Mol |
Mom |
Mon |
Moo |
Mop |
Moq |
Mor |
Mos |
Mot |
Mou |
Mov |
Mow |
Mox |
Moy |
Moz
 
Mona |
Monb |
Monc |
Mond |
Mone |
Monf |
Mong |
Monh |
Moni |
Monj |
Monk |
Monl |
Monm |
Monn |
Mono |
Monr |
Mons |
Mont |
Monu |
Monv |
Mony |
Monz
Die Liste der Biografien führt alle Personen auf, die in der deutschsprachigen Wikipedia einen Artikel haben. Dieses ist eine Teilliste mit 21 Einträgen von Personen, deren Namen mit den Buchstaben „Monz“ beginnt.

## Monz
- Monz, Anna (* 1989), deutsche Handballspielerin
- Monz, Emil († 1921), deutscher Pilot
- Monz, Heinz (1929–2012), deutscher Verwaltungsbeamter und Historiker

### Monza
- Monza, Carlo (1735–1801), italienischer Komponist der Klassik
- Monzani, Sarah (* 1949), britische Maskenbildnerin
- Monzani, Tebaldo (1762–1839), italienischer Flötist, Musikverleger, Flötenbauer und Komponist
- Monzavi, Alinaghi (1921–2010), iranischer Bibliograph

### Monze
- Monzeglio, Eraldo (1906–1981), italienischer Fußballspieler und -trainer
- Monzel, Nikolaus (1906–1960), deutscher Theologe und Soziologe
- Monzel, Rolf (* 1958), deutscher Künstler

### Monzi
- Monzialo, Kévin (* 2000), kongolesischer Fußballspieler
- Monzie, Anatole de (1876–1947), französischer Politiker
- Monzikova, Anya (* 1984), russisch-amerikanische Schauspielerin und ein Model
- Monzino, Giacomo (1772–1854), italienischer Gitarrist, Komponist und Instrumentenbauer
- Monzino, Guido (1928–1988), italienischer Bergsteiger und Forscher

### Monzo
- Monzó, Quim (* 1952), katalanischer Schriftsteller
- Monzón Aguirre, Elfego Hernán (1912–1981), guatemaltekischer Präsident
- Monzón, Carlos (1942–1995), argentinischer Boxweltmeister im MittelgewichtCarlos Monzón (1942–1995)

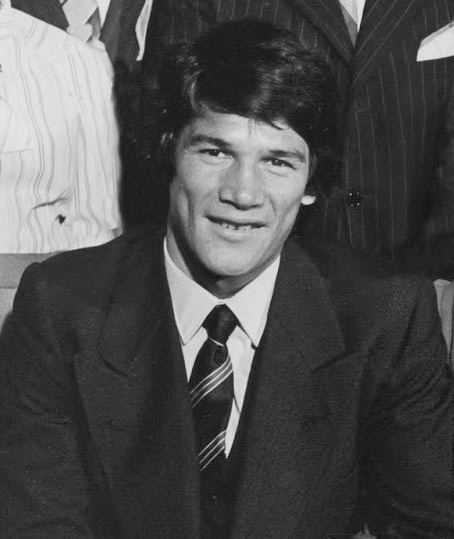
Carlos Monzón (1942–1995)

- Monzón, Fabián (* 1987), argentinischer Fußballspieler
- Monzón, Pedro (* 1962), argentinischer Fußballspieler und -trainer
- Monzón, Roberto (* 1978), kubanischer Ringer